# Торнев, Иван Петрович
Ива́н Петро́вич То́рнев (27 октября 1916 года, Намоево, Олонецкая губерния — 27 января 1945 года, Румыния) — командир отделения 2-й механизированной бригады 5-го механизированного корпуса 6-й танковой армии 2-го Украинского фронта, старшина, Герой Советского Союза, награждён орденом Ленина, медалью «Золотая Звезда».

## Ранние годы
Родился 27 октября 1916 года в деревне Намоево (ныне Прионежский район Республики Карелия) в многодетной крестьянской семье, карел. Окончил 5 классов. В юности работал землепашцем, трактористом в Паданском леспромхозе. Затем жил в городе Петрозаводске, работал слесарем.
Действительную военную службу в рядах Красной Армии проходил в 1938—1940 годах в инженерно-сапёрных войсках Ленинградского военного округа, в звании сержанта участвовал в советско-финской войне.
После армейской службы возвратился в Петрозаводск, работал слесарем Петрозаводского автопарка.

## Великая Отечественная война
Вновь призван в Красную Армию 24 июня 1941 года Петрозаводским горвоенкоматом Карельской АССР и направлен в 71-ю стрелковую дивизию (7-я армия). Сражался с вторгшимися захватчиками на суоярвском и петрозаводском направлениях Карельского фронта, был ранен в бою под Сулажгорой.
После госпиталя Иван Торнев воевал на Северо-Западном, Западном и 2-м Украинском фронтах. В 1944 году в звании старшины служил во 2-й механизированной бригаде (5-й механизированный корпус, 6-я танковая армия, Второй Украинский фронт), был командиром отделения.
Особо отличился старшина Иван Торнев при освобождении в марте 1944 года города Могилёва-Подольского — одного из районных центров Винницкой области Украины, расположенного на левом берегу реки Днестр. На подступах к городу, у села Сербы (Житомирская область), батальон встретил упорное сопротивление гитлеровцев. Каждый окоп, каждый дом приходилось брать штурмом. Вслед за танками отделение старшины Торнева ворвалось в центр села. Оказавшись в гуще врагов, отважный командир отделения в короткой схватке уничтожил десять гитлеровцев.
Утром 20 марта 1944 года началось форсирование Днестра. После артиллерийской подготовки первым на середину реки выплыл маленький плот, которым управлял Иван Торнев. Он усиленно грёб веслом, направляя плот к вражескому берегу. Плыл открыто, имея задачу вызвать на себя огонь уцелевших после артиллерийской подготовки вражеских огневых средств. Он добрался до берега и пустил в ход автомат, прикрывая плывущих следом товарищей. Заняв выгодную позицию, Торнев со своим отделением уничтожил четыре огневые точки противника, и обеспечил успешное форсирование Днестра всему подразделению, отбив за время переправы несколько контратак врага.
Указом Президиума Верховного Совета СССР от 13 сентября 1944 года за образцовое выполнение боевых заданий командования на фронте борьбы с немецко-фашистским захватчиками и проявленные при этом мужество и героизм старшине Торневу Ивану Петровичу присвоено звание Героя Советского Союза с вручением ордена Ленина и медали Золотая Звезда.
Осенью 1944 года в ходе боёв по освобождению Румынии старшина Торнев получил тяжёлое ранение. 27 января 1945 года он скончался в госпитале. Похоронен в братской могиле советских воинов в румынской столице — городе Бухаресте.

## Семья
Отец — Пётр Прокопьевич Торнев (умер в 1937 году), мать — Евдокия Игнатьевна Торнева (умерла в 1942 году). Братья — Илья, Василий и Егор — погибли на фронтах Великой Отечественной войны. Сестра — Анастасия.
Был женат.

## Память
- В память о Герое установлены мемориальные доски в деревне Намоево на доме, где он родился, и в Петрозаводске на доме № 19 по улице Казарменская, где он проживал в предвоенные годы.
- Его имя носит одна из улиц Петрозаводска.
- Портрет И. П. Торнева, как и всех 28-и Героев Советского Союза, — сынов и дочерей Карелии, установлен в Галерее Героев Советского Союза, открытой в 1977 году в столице Карелии городе Петрозаводске в районе улиц Антикайнена и Красной.